# Ovidiu Hațegan

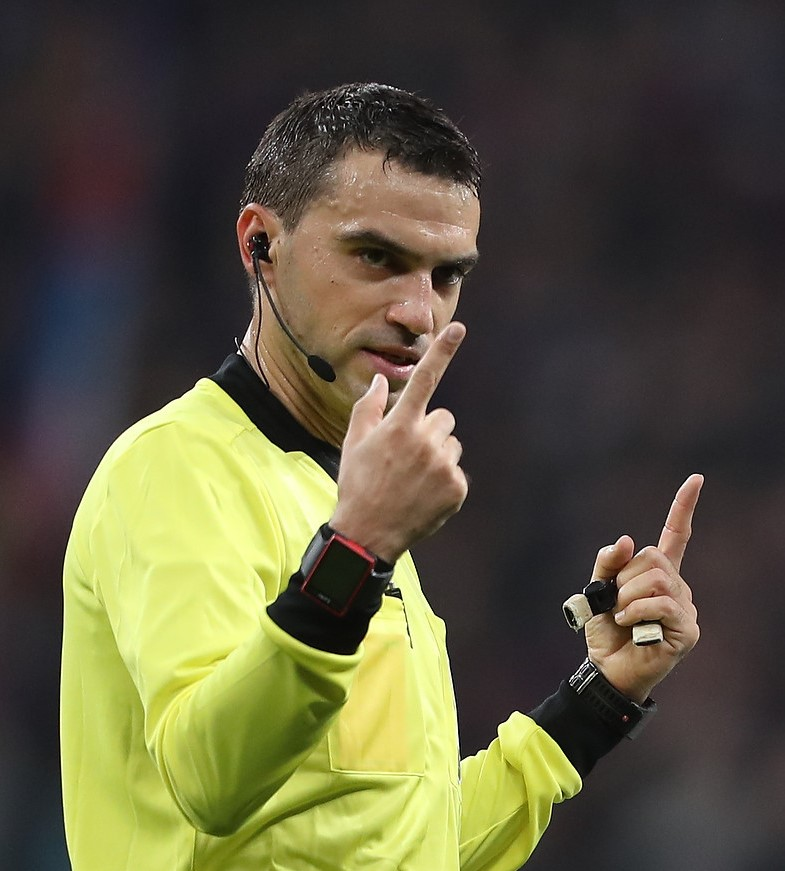
Ovidiu Hațegan, 2018

Ovidiu Alin Hațegan (* 14. Juli 1980 in Arad) ist ein rumänischer Fußballschiedsrichter. Er steht seit 2008 auf der Liste der FIFA-Schiedsrichter, seit 2025 jedoch nur noch als Video-Schiedsrichter. Bei den Parlamentswahl in Rumänien 2024 kandidierte er für die linkspopulistische Partidul Social Democrat für ein Mandat in der Abgeordnetenkammer.

## Werdegang

### Ausbildung und Familie
Haţegan absolvierte ein Studium der Medizin an der Medizinischen und Pharmazeutischen Universität Victor Babeș in Timișoara. Nach seinem Abschluss hatte er zwischenzeitlich einen Lehrauftrag in Anatomie an der Westuniversität Vasile-Goldiș Arad inne.
Hategan ist verheiratet und hat zwei Kinder.

### Nationale Karriere und Internationale Anfänge (2008–2016)
Hațegan ist Schiedsrichter in der Liga I, der höchsten rumänischen Spielklasse und leitete dort bisher (Stand Januar 2025) über 300 Spiele. Als Höhepunkte seiner nationalen Laufbahn können die Einsätze in den rumänischen Pokalwettbewerben gelten. Den Anfang machte 2013 der rumänische Fußball-Supercup, den Meister Steaua Bukarest gegen Pokalsieger Petrolul Ploiești mit 3:0 gewann. Am Ende der Folgesaison wurde Hațegan dann mit der Leitung des rumänischen Pokalfinales betraut. Diesmal unterlag Steaua Astra Giurgiu mit 2:4 nach Verlängerung. Zwei Jahre später pfiff er erneut das Pokalendspiel, in dem Dinamo Bukarest dem CFR Cluj mit 6:7 n. E. unterlag.
Seine langjährigen Schiedsrichterassistenten bei nationalen und internationalen Fußballspielen sind bzw. waren Sebastian Gheorghe und Octavian Șovre.
Sein internationales Debüt gab Hațegan im März 2008 in der Qualifikation für die U-17-Fußball-Europameisterschaft 2008 zwischen den Mannschaften Belgiens und Kroatien. Sein erstes A-Länderspiel war ein Freundschaftsspiel zwischen Russland und Serbien im August 2011. In der Folge wurde er in der Qualifikation für die Europameisterschaften 2012 und 2016 sowie in der Qualifikation für die Fußball-Weltmeisterschaft 2014 eingesetzt. Im Juniorenbereich amtierte Hațegan bei den Europameisterschaften der U-19-Junioren 2009 und den U-21-Junioren 2013.
Seinen ersten Einsatz in der Gruppenphase der Champions League hatte er in der Saison 2011/12, als er die Begegnung zwischen APOEL Nikosia und Schachtar Donezk leitete.
Im Jahr 2015 wurde er von der FIFA als Schiedsrichter für die U-20-Fußball-Weltmeisterschaft in Neuseeland nominiert. Im Sommer des gleichen Jahres erfolgte seine Beförderung in die höchste Schiedsrichterklasse der UEFA.

### Teil der europäischen Spitze (2016–2022)
Im Dezember 2015 gab die UEFA bekannt, dass Hațegan zu den 18 Schiedsrichtern gehört, die bei der Fußball-Europameisterschaft 2016 in Frankreich zum Einsatz kommen sollen.
Weiterhin amtierte er bei den Olympischen Sommerspielen 2016 in Rio de Janeiro als Schiedsrichter für das olympische Fußballturnier.
Im Zuge der Qualifikation für die Fußball-Weltmeisterschaft 2018 wurde er mit der Leitung des Play-off-Hinspiels zwischen Nordirland und der Schweiz betraut, welches die Schweiz durch einen umstrittenen Handelfmeter gewann. Für die Endrunde des Turniers in Russland wurde er schließlich nicht berücksichtigt.
Im Jahr 2019 wurde er von der FIFA als einziger europäischer Schiedsrichter für die Leitung von Spielen bei der FIFA-Klub-Weltmeisterschaft 2019 in Katar nominiert.
Das Jahr 2020 endete für Hațegan mit einer Kontroverse, als das von ihm geleitete Champions-League-Gruppenspiel zwischen Paris Saint-Germain und Istanbul Başakşehir FK abgebrochen werden musste. Die Spieler Başakşehirs hatten das Spielfeld nach vermeintlich rassistischen Äußerungen des 4. Offiziellen Sebastian Colțescu und Hațegans Assistenten Octavian Șovre verlassen und sich geweigert, das Spiel fortzusetzen. Die Begegnung wurde schließlich am Tag darauf unter Leitung eines neuen Schiedsrichtergespanns um Danny Makkelie wiederholt. In der sich anschließenden Ermittlung seitens der UEFA wurden Colțescu und Șovre des Vorwurfs rassistischen Verhaltens freigesprochen, Colțescu aber wegen unangemessenen Verhaltens gesperrt und zu einer Teilnahme an einem Fortbildungsseminar verpflichtet. Hațegan selber wurde kein Fehlverhalten zur Last gelegt.
Im April 2021 wurde Hațegan mit seinen Assistenten Sebastian Gheorge und Radu Ghinguleac als einer von 19 Schiedsrichtern für die Europameisterschaft 2021 nominiert. Dort kam er bei zwei Gruppenspielen zum Einsatz, in denen er jeweils einen Spieler des Feldes verwies. Er verblieb bis zum Schluss im Turnier, wurde in den Spielen der Finalrunde jedoch lediglich als Vierter Offizieller eingesetzt.

### Herzinfarkt, Ausfall und Comeback (seit 2022)
Am 28. März 2022 erlitt Hațegan einen Herzinfarkt und musste notoperiert werden. Daraufhin musste er mehrere Monate lang pausieren und verpasste die Vorbereitungen auf die Fußball-Weltmeisterschaft 2022 in Katar. Eine Entscheidung, ob und wie er seine Karriere als Schiedsrichter fortsetzt, stand zunächst noch aus. Im Herbst 2022 kehrte Hațegan als Videoschiedsrichter erstmals wieder zu Spielen in der rumänischen Liga und in der Champions League zurück. Im Juni 2023 feierte er beim Aufstiegsplayoff zur Liga III sein Comeback als Feldschiedsrichter. Im November des gleichen Jahres kehrte er bei der EM-Qualifikationspartie zwischen Spanien und Georgien in selber Funktion auch auf die internationale Bühne zurück.
Beim olympischen Fußballturnier 2024 in Paris wurde er als Videoschiedsrichter eingesetzt.
Nach fast 10 Jahren in der höchsten Schiedsrichter-Kategorie der UEFA-Elite-Schiedsrichter, schied Hategan zum Jahresbeginn 2025 als Feldschiedsrichter von dieser und der FIFA-Liste aus. Er ist jedoch weiterhin als reiner Video-Assistent international gelistet.

## Turniere
- U19-Europameisterschaft 2009 in der Ukraine
- U-21-Europameisterschaft 2013 in Israel
- U20-Weltmeisterschaft 2015 in Neuseeland
- Europameisterschaft 2016 in Frankreich

| Phase        | Datum         | Spielort | Heimmannschaft | Gastmannschaft | Ergebnis  |
| ------------ | ------------- | -------- | -------------- | -------------- | --------- |
| Gruppenphase | 12. Juni 2016 | Nizza    | Polen          | Nordirland     | 1:0 (0:0) |
| Gruppenphase | 22. Juni 2016 | Lille    | Italien        | Irland         | 0:1 (0:0) |

- Olympisches Fußballturnier der Männer 2016 in Brasilien

| Phase        | Datum         | Spielort       | Heimmannschaft | Gastmannschaft | Ergebnis  |
| ------------ | ------------- | -------------- | -------------- | -------------- | --------- |
| Gruppenphase | 7. Aug. 2016  | Brasília       | Brasilien      | Irak           | 0:0       |
| Halbfinale   | 17. Aug. 2016 | Rio de Janeiro | Brasilien      | Honduras       | 6:0 (3:0) |

- FIFA-Klub-Weltmeisterschaft 2019 in Katar

| Phase            | Datum         | Spielort | Heimmannschaft | Gastmannschaft      | Ergebnis       |
| ---------------- | ------------- | -------- | -------------- | ------------------- | -------------- |
| 2. Runde         | 14. Dez. 2019 | Doha     | CF Monterrey   | al-Sadd Sports Club | 3:2 (2:0)      |
| Spiel um Platz 3 | 21. Dez. 2019 | Doha     | CF Monterrey   | al-Hilal            | 4:3 (0:1, 2:2) |

- Europameisterschaft 2021

| Phase        | Datum         | Spielort         | Heimmannschaft | Gastmannschaft | Ergebnis  |
| ------------ | ------------- | ---------------- | -------------- | -------------- | --------- |
| Gruppenphase | 14. Juni 2021 | Sankt Petersburg | Polen          | Slowakei       | 1:2 (0:1) |
| Gruppenphase | 20. Juni 2021 | Rom              | Italien        | Wales          | 1:0 (1:0) |

## Parlamentskandidatur 2024
Im Oktober 2024 wurde Hațegan im Wahlkreis Arad für die am 1. Dezember 2024 stattfindende Parlamentswahl auf Platz 2 der Wahlkreisliste der Partidul Social Democrat gesetzt und konnte sich berechtigte Hoffnungen auf ein Mandat in der Abgeordnetenkammer machen. Die PSD erreichte jedoch nur 15,6 % der Stimmen in diesem Wahlkreis, sodass sein Listenplatz nicht ausreichte und er den Einzug ins Parlament verpasste.